# Успенський храм (Аксай)
Успенський храм (рос. Успенский храм) — храм Російської православної церкви в місті Аксай, Ростовська область, Росія. Належить до Ростовської і Новочеркаської єпархії Московського Патріархату.

## Історія
Необхідність у будівництві храму в станиці Аксайській обумовлена зростанням населення і потребою козацького війська у власному храмі. Дана церква спочатку зводилася як головний храм станиці.
Історія Свято-Успенського храму почалася 15 вересня 1822 року, коли з благословення Преосвященнішого Єпіфана, єпископа Воронезького і Черкаського, покладений перший камінь у будівництво храму. Церкву будували на кошти тульських купців за проектом архітектора Абросимова. Нагляд за будівництвом здійснювали старшина П.Д. Бобриков і С.І. Молчанов. Будівництво храму тривало три роки і обійшлося в 135 000 рублів, зібраних із приватних пожертвувань.
Храм побудований у стилі ампір за проектом відомого архітектора М. Амбросимова. Також збереглися відомості про те, що другий престол на хорах в ім'я Усікновення глави Іоанна Предтечі споруджувався на кошти багатого козака Філімонова. Обряд освячення церкви проведений у 1825 році.
Це був храм хрестово-купольного типу з триярусною дзвіницею над притвором. Розміри церкви становили 38х16 метрів, висота до верхнього карниза — 10 метрів. У 1842 році Новочеркаський козак Григорій Пудавов зробив для храму залізну огорожу на кам'яному фундаменті.
Іконостас Успенської церкви в 1837 році виконаний підрядником з Москви Яковом Шером. Іконостас мав розміри 17х5 метрів. У 1837 році відбулася заміна старого іконостасу на новий. Інтер'єр церкви розписаний олійними фарбами, сюжет розпису взятий зі Старого і Нового заповіту. У 1892 році відбулося відкриття церковно-приходської школи.

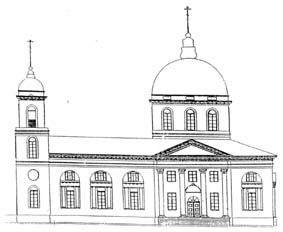
Креслення Свято-Успенського храму, Аксай. Початок ХХ століття

Храм мав триярусную дзвіницю заввишки 22 метри.
До церкви був приписаний двоповерховий кам'яний будинок, придбаний у 1888 році у козака Бойченка. У цьому будинку розміщувалась церковно-парафіяльна школа. Ця будівля по вулиці Чапаєва збереглася. У 1930-х роках тут навчався майбутній двічі Герой Радянського Союзу Микола Дмитрович Гулаєв. В даний час тут знаходиться Будинок дитячої творчості. Біля церкви була побудована склеп-каплиця.
У 1930-х роках церкву закрили. Після Другої світової війни будівлю церкви передано ремонтному заводу «Сільгосптехніка». Однак частина внутрішнього інтер'єру збереглася і до наших днів. У 1995 році другий поверх церкви, що використовувався заводом під клуб, повернуто віруючим.
28 серпня 1995 року на свято Успіння Пресвятої Богородиці в реконструйованому храмі розпочалося богослужіння. І саме з цього року починаються реставраційні роботи. З вересня 1997 р. студент Ростовського державного будівельного університету Р. Рязанов почав працювати над проектом відновлення церкви. Влітку 1998 р. студентський загін РДБУ проводив роботи по зведенню барабана центрального купола. До 1999 року купол відновили.
У 2000 році відбулася реконструкція та реставрація дзвіниці. У 2001 році встановлено купол і хрест.

## Святині
- За описом 1851 року в церкві було Євангеліє 1815 року з позолоченим окладом, середина якого була усипана 356 яхонтами і 89 смарагдами.
- Ікона «Усікновення глави Іоанна Предтечі».